# Melanorophasia minuscula
Melanorophasia minuscula är en tvåvingeart som beskrevs av Townsend 1934. Melanorophasia minuscula ingår i släktet Melanorophasia och familjen parasitflugor. Inga underarter finns listade i Catalogue of Life.